# Paul Mulvey
Joseph Paul Mulvey (* 27. September 1958 in Sudbury, Ontario) ist ein ehemaliger kanadischer Eishockeyspieler, der im Verlauf seiner aktiven Karriere zwischen 1974 und 1983 unter anderem 225 Spiele für die Washington Capitals, Pittsburgh Penguins und Los Angeles Kings in der National Hockey League (NHL) auf der Position des linken Flügelstürmers bestritten hat. Mulvey verkörperte den Spielertyp des Enforcers. Sein älterer Bruder Grant war ebenfalls professioneller Eishockeyspieler.

## Karriere
Mulvey verbrachte seine Juniorenzeit in der Saison 1973/74 zunächst bei den Merritt Centennials in der British Columbia Junior Hockey League (BCJHL), ehe er zur folgenden Spielzeit in die höherklassige Western Canada Hockey League (WCHL) zu den Edmonton Oil Kings wechselte. Dort spielte der Stürmer zwei Jahre bis zum Sommer 1976, ehe das Franchise in die Vereinigten Staaten umzog und unter dem Namen Portland Winter Hawks weiter am Spielbetrieb der WCHL teilnahm. Mulvey absolvierte zwei weitere Spieljahre in Diensten der Winter Hawks, war als Reservespieler der kanadischen U20-Nationalmannschaft für die Junioren-Weltmeisterschaft 1978 nominiert und wurde schließlich im NHL Amateur Draft 1978 in der zweiten Runde an 20. Stelle von den Washington Capitals aus der National Hockey League (NHL) ausgewählt. Insgesamt bestritt der Enforcer 261 Partien in der WCHL, in denen er 258 Scorerpunkte sammelte, aber auch 1.107 Minuten auf der Strafbank verbrachte.
Zur Saison 1978/79 wechselte der Kanadier in den Profibereich und in die Organisation der Washington Capitals. Dort gehörte er in den folgenden drei Jahren zum festen Aufgebot, allerdings kam er sowohl in seiner Rookiesaison als auch im Spieljahr 1980/81 zu Einsätzen bei Washingtons Farmteam, den Hershey Bears, in der American Hockey League (NHL). Im September 1981 wurde Mulvey von den Capitals an die Pittsburgh Penguins abgegeben, da Washington die Penguins gemäß den Regularien für die Free-Agent-Verpflichtung von Orest Kindrachuk entschädigen musste. Für Pittsburgh bestritt der Angreifer bis Ende Dezember 1980 insgesamt 27 Spiele, ehe er auf die Waiver-Liste gesetzt wurde. Dort wählten ihn die Los Angeles Kings auf, die damit seinen laufenden Vertrag übernahmen. Er war allerdings nur etwa einen Monat und elf Spiele für die Kalifornier aktiv. Während einer Partie im Januar 1982 entfachte Mulvey eine große Kontroverse, als er sich weigerte, auf dreimalige Anweisung seines Trainers Don Perry seine Teamkollegen als Initiator in eine ausufernde Schlägerei (bench-clearing brawl) zu führen. Schließlich führten Rick Chartraw und Mark Hardy die Anweisung des Trainers aus und Mulvey unterstützte seine Teamkollegen. In der Folge wurde Mulvey für sein Verhalten für ein Spiel gesperrt sowie von den Kings suspendiert und zum AHL-Farmteam New Haven Nighthawks abgeschoben. Als schließlich alle Details der Auseinandersetzung zwischen Perry und Mulvey ans Licht gekommen waren, wurde Perry von der NHL mit einer Geldstrafe in Höhe von 5.000 US-Dollar belegt und für 15 Tage gesperrt, während der Spieler für sein Verhalten Lob erhielt. Er bestritt jedoch keine weitere Partie in der NHL.
Nachdem der 23-Jährige die Saison in New Haven beendet hatte, trennten sich die Los Angeles Kings im Juni 1982 durch ein Transfergeschäft von ihm. Im Tausch für Blair Barnes wurde der Offensivspieler an die Edmonton Oilers abgegeben. Diese setzten ihn im Verlauf der Spielzeit 1982/83 ausschließlich bei den Moncton Alpines in der AHL ein. Anschließend beendete Mulvey seine Profikarriere vorzeitig.

## Erfolge und Auszeichnungen
- 1977 Teilnahme am WCHL All-Star Game
- 1978 Teilnahme am WCHL All-Star Game

## Karrierestatistik
(Legende zur Spielerstatistik: Sp oder GP = absolvierte Spiele; T oder G = erzielte Tore; V oder A = erzielte Assists; Pkt oder Pts = erzielte Scorerpunkte; SM oder PIM = erhaltene Strafminuten; +/− = Plus/Minus-Bilanz; PP = erzielte Überzahltore; SH = erzielte Unterzahltore; GW = erzielte Siegtore; 1 Play-downs/Relegation; Kursiv: Statistik nicht vollständig)